# 聖母法學院
聖母法學院（英語：Notre Dame Law School，簡稱NDLS），一所位於美国印第安那州南本德市東北方近郊法學院，附屬於聖母大學，距離芝加哥市僅約90英里。
法學院創立於1869年，是美國歷史最悠久的天主教法學院。聖母大學法學院在美國新聞與世界報導的前百名法學院排行中排名第22。在知名網站Above the Law排名第17。近年來，聖母大學法學院的畢業生在成為美國最高法院法官助理的人數中排名第16.
聖母法學院提供全美國唯一經過美國律師協會認可為期一年的留學課程。該課程於聖母大學倫敦法律中心授課，任何法學院的學生皆可申請其暑期課程。此外，聖母法學院在芝加哥也有校區，學生可以選擇在芝加哥實習一學期同時修得學分。

## 錄取資格及工作展望
在2013年的4,014位申請者中，172位被錄取(23.3%)，其中162位選擇就讀。2013年的LSAT第25百分位數和第75百分位數分別為160和165，平均值為163.大學成績的第25百分位數和第75百分位數分別為3.39和3.75，平均值為3.60。在184位2013年的畢業生中，132位(71.7%)在畢業以內九個月中找到全職且需要律師資格的工作。
聖母法學院提供全美國排名前十名的法庭辯論課程。聖母法學院所授予的學位包含:法律博士，法學碩士，和法學博士等。
法學院的學生律師協會負責處理師生間的關係。學生律師協會也負責大多數學生間的聯誼活動，社團活動，體育活動等與學生生活作息相關的活動。

## 費用
2014學年就讀聖母法學院的總費用(包含學雜費，生活費)為$69,930美元。預估三年所需的就學貸款費用約為$265,000美元。

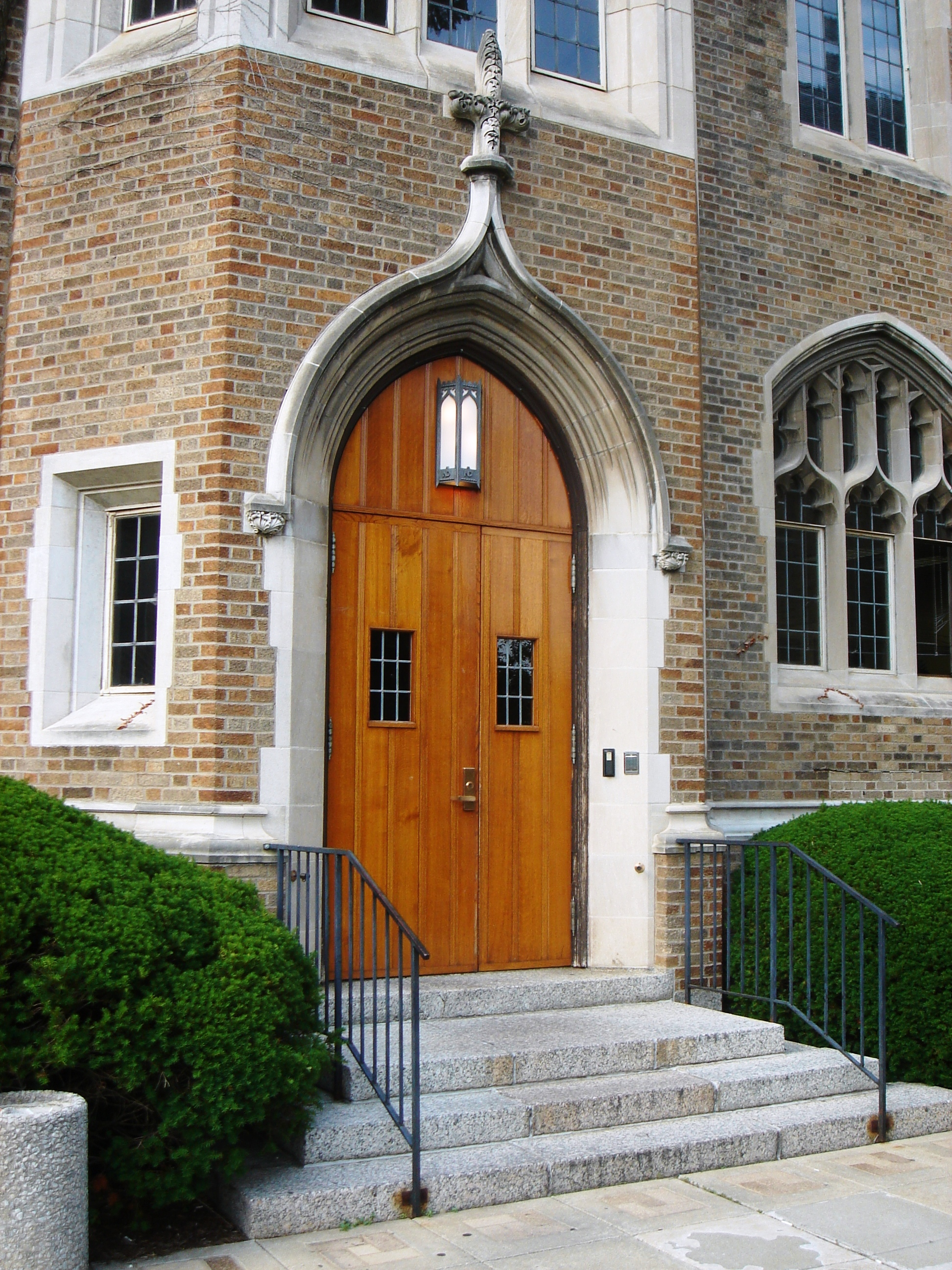
前法學院大門;整修後的Eck法學樓於2009重新啟用。

## 學校設施
聖母法學院居處於Eck和Biochini教學樓，兩棟建築由懸空的走樓相連接。法學院的建築乃由美國知名的建築師Charles Donagh Maginnis所設計的典型學院哥德式建築。法學院的Kresge法學圖書館位居於Biochini樓中。大多數的教室則位於Eck樓裡。圖書館的經費乃由美國知名商人，西爾斯控股的創辦人S.S. Kresge提供。在沒有增加錄取人數的情況下，近期的翻修使得兩棟建築的可用空間倍增。法學院同時為南本德市提供免費法律扶助的服務。

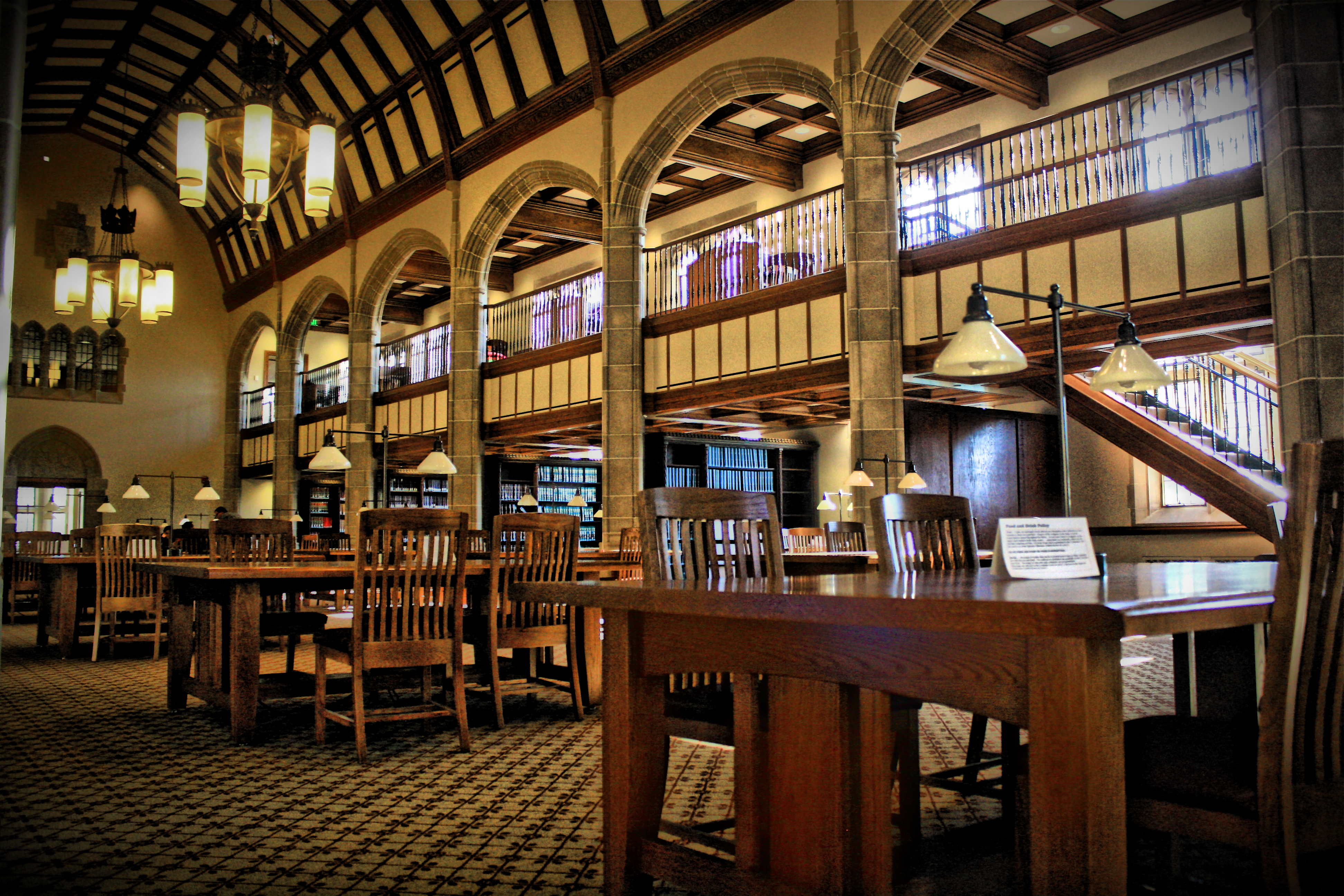
Kresge法學圖書館內景

## 著名校友
- William Beauchamp - 波特蘭大學校長
- G. Robert Blakey - 不當得利法(RICO法)的作者
- Joseph Cari, Jr. - 私募基金投資人，政策研究者，慈善家
- John Cencich - 前聯合國駐海牙資深國際戰爭罪調查員
- Tom Clements - 綠灣包裝工隊的四分衛教練
- N. Patrick Crooks - 威斯康辛州最高法院大法官
- John Crowley - 生技公司高層
- Lucille Davy - 前紐澤西州教育部部長。
- Samuel L. Devine - 前共和黨籍聯邦參議員
- John V. Diener - 威斯康辛州綠灣市市長
- Andy Dillon - 前美國密西根州眾議院議長，現任密西根州財務部長
- Larry Dolan - 克里夫蘭印地安人的所有人
- Joe Donnelly - 民主黨籍聯邦參議員
- Clark Durant - Cornerstone Schools創辦人兼執行長，政治運動人士
- David Campos Guaderrama - 西德州聯邦法院法官被提名人
- Patricia Anne Gaughan - 北俄亥俄州聯邦法院法官
- Mark Gimenez - 法律懸疑小說作家 (其著作The Color of the Law曾經榮登紐約時報暢銷書榜)
- John M. Gearin - 前民主黨籍聯邦參議員
- William J. Granfield - 前民主黨籍聯邦眾議員
- Robert A. Grant - 前共和黨籍聯邦眾議員、北印第安那州聯邦法院首席法官
- José Reyes Ferriz - 墨西哥政治人物，前Ciudad Juárez市市長
- Nora Barry Fischer - 西賓州聯邦法院法官
- Peter F. Flaherty - 前匹茲堡市市長，前美國總統卡特時期的總檢察長
- Kevin Hasson - The Becket Fund for Religious Liberty創辦人兼總裁
- Donna Jean Hrinak - 美國外交官、前美國駐巴西大使(2002–2004)、駐委內瑞拉大使(2000–2002)、駐玻利維亞大使(1997–2000)、駐多明尼加大使(1994–1997)。
- John Kilkenny - 前美國聯邦第九巡迴上訴法院法官
- Peter T. King - 共和黨籍聯邦眾議員
- David G. Larimer - 前西紐約州聯邦法院法官
- Edward Leavy - 美國聯邦第九巡迴上訴法院法官，美國國際情報監管審核法院法官(United States Foreign Intelligence Surveillance Court of Review)
- Brendan Loy - 美國部落客，因報導颶風卡崔娜而成名
- Maureen Mahoney - 前美國聯邦總律師，知名上訴律師，據傳為前美國總統布希可能提名的美國最高法院大法官人選之一
- Eduardo Malapit - 夏威夷政治家，美國第一位菲律賓裔市長
- John E. Martin - 前威斯康辛州最高法院首席大法官
- Natasha Martin - 西雅圖大學法學院副院長兼教授
- Romano L. Mazzoli - 前民主黨籍聯邦眾議員
- Patrick F. McCartan - 聖母大學董事會董事長， 前眾達國際法律事務所執行長
- John Henry Merryman - 史丹佛大學法學院比較法專家，史丹佛大學藝術教授(退休)
- Judith A. McMorrow - 侵權法專家，波士頓學院法學院教授
- Carol Ann Mooney - 印第安那州聖瑪莉學院校長
- Brian Moynihan - 美國銀行執行長兼總裁
- Clifford Patrick O'Sullivan - 前美國聯邦第六巡迴上訴法院法官
- Joseph P. O'Hara - 前共和黨籍聯邦眾議員
- Graciela Olivarez - 第一位女性及拉丁裔畢業生;卡特時期的社區服務局局長
- Andrew Napolitano - 福斯新聞頻道資深法律評論家，前法官
- Paul V. Niemeyer - 美國聯邦第四巡迴上訴法院法官
- Keith Rothfus - 共和黨籍聯邦眾議員
- Margaret A. Ryan - 美國聯邦軍法上訴法院法官
- John F. Sandner - 前芝加哥商品交易所主席
- Lisa M. Schenck - 軍法專家
- Thomas D. Schroeder - 中北卡羅萊納州聯邦法院法官
- Sean B. Seymore - 范德比爾特大學法學院智慧財產法專家
- William K. Sjostrom - 亞利桑那大學法學院證卷交易法專家
- Michael A. Stepovich - 前阿拉斯加州州長
- Janis Lynn Sammartino - 南加州聯邦法院法官
- Theresa Lazar Springmann - 北印第安那州聯邦法院法官
- Luther Merritt Swygert - 前美國聯邦第七巡迴上訴法院法官
- Martha Vázquez - 新墨西哥州聯邦法院首席法官
- Pete Visclosky - 民主黨籍聯邦眾議員
- Ann Claire Williams - 美國聯邦第七巡迴上訴法院法官
- Frank Comerford Walker - 前美國郵政局長，前民主黨主席
- Charles R. Wilson - 美國聯邦第十一巡迴上訴法院法官
- Mary Wittenberg - New York Road Runners執行長兼總裁
- Chris Zorich - 前聖母大學及芝加哥熊隊球星(防守線線衛)
- William J. Zloch - 南佛羅里達州聯邦法院法官
- Baik Tae-Ung - 國際人權法及韓國法專家，夏威夷大學馬諾阿分校法學院教授，前良心犯
- Mary Yu(余瑪莉) - 華盛頓州最高法院大法官，首位亞裔大法官，首位同性戀大法官
- 艾米·康尼·巴雷特 - 現任美國最高法院大法官，前美国联邦第七巡回上诉法院法官

## 著名教授
- G. Robert Blakey - 不當得利法(RICO法)的作者(聖母大學法學院校友)
- Margaret Brinig - 法律經濟學專家，注重於家庭法
- John J. Coughlin - 天主教神父，宗教法專家
- John Finnis - 澳洲哲學家，專注於法律哲學(兼牛津大學法律教授)
- Nicole Stelle Garnett - 產權法、土地使用權、城市發展、當地政府法令、教育法專家
- Richard W. Garnett - 美國憲法第一修正案及刑法專家
- Jimmy Gurulé - 前美國財政部執行副部長，前美國聯邦助理檢察總長
- Cathleen Kaveny - 神學兼法律學家，專注於政教分離之研究
- William K. Kelley - 前美國白宮法務長
- Kenneth Francis Ripple - 美國聯邦第七巡迴上訴法院資深法官。
- Jay Tidmarsh - 民事訴訟法及訴訟程序專家

前教授
- Vincent Rougeau - 於2011年成為波士頓學院法學院院長
- Douglas Kmiec - 於2009年接受歐巴馬總統指派成為美國駐馬爾他大使
- David Barrett - 著名的前特別檢察官，Barrett Report的作者

## 法律期刊
聖母法學院出版五本學生編輯的法律期刊:
- 聖母法學評論
- 高等教育法期刊
- 立法期刊
- 聖母法律，倫理，及公共政策期刊
- 聖母國際比較法及人權法期刊

## 外部連結
- Notre Dame Law School （页面存档备份，存于）
- The Joan B. Kroc Institute for International Peace Studies （页面存档备份，存于）
- "Law School Receives $21 million," The Observer Online, 8/26/05